# Иту Юлю
Иту Юлю (на китайски: 伊屠於閭; на пинин: Yitu Yulǚ) е шанюй на южните хунну, управлявал през 85 – 88 година.

## Живот
Той е син на шанюя Ифаюлу, управлявал до 59 година, и личното му име е Сюен. През 85 година наследява братовчед си Хуйе Шъджоухоу и управлява като васал на империята Хан. По време на управлението му южните хунну извършват нападения срещу северните. През 87 година северните хунну претърпяват тежко поражение от сиенбей, при което загива техният шанюй, след което цели родове се изселват в земите на южните хунну.
Иту Юлю умира през 88 година и е наследен от братовчед си Сиулан Шъджоухоу.